# Castillon-Debats
 Castillon-Debats  là một xã thuộc tỉnh Gers trong vùng Occitanie tây nam nước Pháp. Xã này có độ cao trung bình 223 mét trên mực nước biển.
Sông Auzoue tạo thành một phần ranh giới phía đông xã sau đó chảy theo hướng bắc qua phía đông bắc thị trấn.